# Luke Rockhold
Luke Rockhold (ur. 17 października 1984 w Santa Cruz) – amerykański grappler i zawodnik mieszanych sztuk walki (MMA), mistrz Strikeforce w wadze średniej z 2011 oraz Ultimate Fighting Championship (UFC) również wagi średniej z 2015.

## Życiorys
Urodził się 17 października 1984 roku w Santa Cruz, w Kalifornii. Pochodzi z rodziny sportowców. Dorastając, wraz z bratem Mattem Rockholdem surfował na lokalnych akwenach. Jego ojciec był zawodowym koszykarzem, grającym w Europie, a matka zapaloną tenisistką. Rockhold rozpoczął treningi judo w wieku 6 lat, ale zrezygnował z nich po ukończeniu 10 lat. Kiedy rozpoczął naukę w siódmej klasie, dołączył do szkolnej drużyny zapaśniczej i pozostał przy tym sporcie przez cały okres nauki w Soquel High School, biorąc jednocześnie udział w zajęciach jiu-jitsu. Pradziadek Rockholda był rdzennym Amerykaninem. Ma również pochodzenie niemieckie, irlandzkie i angielskie.
Później próbował wrestlingu dla lokalnego community college, ale zdecydował się trenować jiu-jitsu na pełny etat. Po wygraniu kilku turniejów BJJ, zdecydował się na starty w mieszanych sztukach walki. W 2006 roku przyjaciel Rockholda zaprosił na treningi w klubie American Kickboxing Academy (AKA) w San Jose, w Kalifornii. Jego talent i pokazy kopnięć od razu wpadły w oko trenerowi AKA Javierowi Mendezowi, który uznał Rockholda za przyszłego mistrza.

## Życie prywatne
Zapisał się do nowojorskiej agencji modeli, Soul Artist Management. Ma na koncie pierwszą publikację jako profesjonalny model. Był również modelem na nowojorskim tygodniu mody
W 2018 został ambasadorem zapachu wody toaletowej Polo Blue Ralpha Laurena.

### Związki
Umawiał się z piosenkarką i aktorką Demi Lovato przez kilka miesięcy pod koniec 2016. Po raz pierwszy pojawili się razem publicznie podczas gali UFC 205 w Madison Square Garden, w Nowym Jorku. Rozstali się w styczniu 2017.

## Kariera MMA
Zawodowo zadebiutował 24 lipca 2007. W latach 2008–2012 nieprzerwanie związany z czołową organizacją na świecie Strikeforce, gdzie 10 września 2011 zdobył pas mistrzowski wagi średniej, odbierając go Brazylijczykowi Ronaldo Souzie. Tytuł bronił dwukrotnie przeciwko Keithowi Jardine’owi (7 stycznia 2012) i Timowi Kennedy’emu (14 lipca 2012) po czym organizacja została na początku 2013 zamknięta. Rockhold wraz z czołówką zawodników którzy mieli aktywne kontrakty, przeniósł się do konkurencyjnego UFC. W debiucie 18 maja 2013 przegrał przez nokaut z Brazylijczykiem Vitorem Belfortem.
Po serii czterech zwycięstw z rzędu (wszystkie przed czasem) m.in. nad Michaelem Bispingiem i Lyoto Machidą otrzymał szansę stoczenia walki o mistrzostwo świata UFC z mistrzem Chrisem Weidmanem. Do walki doszło 12 grudnia 2015 na UFC 194. Rockhold pokonał obrońcę tytułu przez techniczny nokaut w 4. rundzie i został mistrzem wagi średniej.
4 czerwca 2016 na gali UFC 199, miał zmierzyć się w rewanżu z Weidmanem, lecz tego drugiego wyeliminowała z pojedynku kontuzja. W zastępstwie za niego, zmierzył się ponownie z Michaelem Bispingiem. Nieoczekiwanie, Rockhold przegrał przez nokaut już w 1. rundzie i stracił pas.
Po ponad roku nieaktywności 19 września 2017 zmierzył się z Davidem Branchem, którego pokonał przed czasem w drugiej rundzie.
11 lutego 2018 w Perth zmierzył się o tymczasowe mistrzostwo w wadze średniej z Kubańczykiem Yoelem Romero ostatecznie przegrywając przez KO w trzeciej rundzie.
Podczas gali UFC 239 która odbyła się 7 lipca 2019 w Las Vegas, został brutalnie znokautowany w drugiej rundzie przez Jana Błachowicza. W wyniku tego nokautu doznał złamania szczęki.
Po ponad trzech latach powrócił do oktagonu na UFC 278, 20 sierpnia 2022 roku, gdzie zmierzył się z Brazylijczykiem Paulo Costą. Po trzech rundach twardej walki przegrał jednogłośnie na punkty (30-27, 30-27, 30-27). Pojedynek nagrodzono bonusem za najlepszą walkę wieczoru. W wywiadzie po walce zasugerował zakończenie sportowej kariery.

## Osiągnięcia

### Mieszane sztuki walki
- 2011–2012: mistrz Strikeforce w wadze średniej
- 2015–2016: mistrz UFC w wadze średniej

### Grappling
- International Brazilian Jiu-Jitsu Federation
  - 2006: Mistrzostwa Panamerykańskie IBJJF w Jiu-Jitsu – 2. miejsce w wadze -88 kg (niebieskie pasy)[26]
  - 2007: Mistrzostwa Świata IBJJF w Jiu-Jitsu – 1. miejsce w kat. 91,5 (purpurowe pasy) no gi[27]
  - 2007: Mistrzostwa Świata IBJJF w Jiu-Jitsu – 1. miejsce w kat. 94,3 (niebieskie pasy)[28]

## Lista zawodowych walk w MMA
| Wynik     | Bilans | Przeciwnik              | Rozstrzygnięcie                       | Runda | Czas | Rozgrywki                                | Data       | Miejsce        | Uwagi |
| --------- | ------ | ----------------------- | ------------------------------------- | ----- | ---- | ---------------------------------------- | ---------- | -------------- | --- |
| Przegrana | 16-6   | Paulo Costa (13-2)      | Decyzja (jednogłośna)                 | 3     | 5:00 | UFC 278                                  | 20.08.2022 | Salt Lake City | Powrót do wagi średniej. Bonus za walkę wieczoru. Co-Main Event                                                                                      |
| Przegrana | 16-5   | Jan Błachowicz (23-8)   | KO (lewy sierpowy i ciosy w parterze) | 2     | 1:39 | UFC 239                                  | 06.06.2019 | Las Vegas      | Debiut w kategorii półciężkiej |
| Przegrana | 16-4   | Yoel Romero (12-2)      | KO (cios)                             | 3     | 1:48 | UFC 221                                  | 10.02.2018 | Perth          | Pojedynek o tymczasowy pas UFC w kategorii średniej. Romero nie zrobił wagi i w razie jego zwycięstwa nie otrzymał tytułu mistrzowskiego. Main Event |
| Wygrana   | 16-3   | David Branch (21-3)     | TKO (ciosy pięściami)                 | 2     | 4:05 | UFC Fight Night: Rockhold vs. Branch     | 16.09.2017 | Pittsburgh     | Main Event |
| Przegrana | 15-3   | Michael Bisping (28-7)  | KO (cios)                             | 1     | 3:36 | UFC 199                                  | 04.06.2016 | Inglewood      | Stracił pas mistrzowski UFC w kategorii średniej. Main Event                                                                                         |
| Wygrana   | 15-2   | Chris Weidman (13-0)    | TKO (ciosy pięściami)                 | 4     | 3:12 | UFC 194                                  | 12.12.2015 | Las Vegas      | Zdobył pas mistrzowski UFC w kategorii średniej. Bonus za walkę wieczoru. Co-Main Event                                                              |
| Wygrana   | 14-2   | Lyoto Machida (22-5)    | Poddanie (duszenie zza pleców)        | 2     | 2:31 | UFC on Fox: Machida vs. Rockhold         | 18.04.2015 | Newark         | Bonus za występ wieczoru |
| Wygrana   | 13-2   | Michael Bisping (25-6)  | Poddanie (duszenie gilotynowe)        | 2     | 0:57 | UFC Fight Night 55: Rockhold vs. Bisping | 07.11.2014 | Sydney         | Bonus za występ wieczoru. Main Event |
| Wygrana   | 12-2   | Tim Boetsch (17-6)      | Poddanie (kimura)                     | 1     | 2:08 | UFC 172                                  | 26.04.2014 | Baltimore      | |
| Wygrana   | 11-2   | Costas Philippou (12-3) | KO (kopnięcie na ciało)               | 1     | 2:31 | UFC Fight Night: Rockhold vs. Philippou  | 15.01.2014 | Duluth         | Bonus za nokaut wieczoru |
| Przegrana | 10-2   | Vitor Belfort (22-10)   | KO (uderzenie piętą i kopnięcia)      | 1     | 2:32 | UFC on FX: Belfort vs. Rockhold          | 18.05.2013 | Jaragua do Sul | Debiut w UFC |
| Wygrana   | 10-1   | Tim Kennedy (14-3)      | Decyzja (jednogłośna)                 | 5     | 5:00 | Strikeforce: Rockhold vs. Kennedy        | 14.07.2012 | Portland       | Obronił pas mistrzowski Strikeforce w kategorii średniej. Main Event                                                                                 |
| Wygrana   | 9-1    | Keith Jardine (17-9-2)  | TKO (ciosy pięściami)                 | 1     | 4:26 | Strikeforce: Rockhold vs. Jardine        | 07.01.2012 | Las Vegas      | Obronił pas mistrzowski Strikeforce w kategorii średniej. Main Event                                                                                 |
| Wygrana   | 8-1    | Ronaldo Souza (14-2)    | Decyzja (jednogłośna)                 | 5     | 5:00 | Strikeforce: Barnett vs. Kharitonov      | 10.09.2011 | Cincinnati     | Zdobył pas mistrzowski Strikeforce w kategorii średniej                                                                                              |
| Wygrana   | 7-1    | Paul Bradley (13-1)     | TKO (kolana na tułowie)               | 1     | 2:24 | Strikeforce 6: Challengers               | 26.02.2010 | San Jose       | |
| Wygrana   | 6-1    | Jesse Taylor (13-4)     | Poddanie (duszenie zza pleców)        | 1     | 3:42 | Strikeforce 4: Challengers               | 06.11.2009 | Fresno         | |
| Wygrana   | 5-1    | Cory Devela (11-3)      | Poddanie (duszenie zza pleców)        | 1     | 0:30 | Strikeforce 2: Challengers               | 19.06.2009 | Waszyngton     | |
| Wygrana   | 4-1    | Buck Meredith (3-2)     | Poddanie (duszenie zza pleców)        | 1     | 4:07 | Strikeforce: Shramrock vs. Diaz          | 11.04.2009 | San Jose       | |
| Wygrana   | 3-1    | Nik Theotikos (5-1)     | Poddanie (duszenie zza pleców)        | 1     | 3:06 | Strikeforce: Destruction                 | 21.11.2008 | San Jose       | |
| Wygrana   | 2-1    | Josh Neal (3-3)         | TKO (ciosy pięściami)                 | 1     | 1:49 | Strikeforce 2: Young Guns                | 01.02.2008 | San Jose       | Debiut w Strikeforce |
| Przegrana | 1-1    | Tony Rubalcava (1-1)    | TKO (ciosy pięściami)                 | 1     | 2:46 | Melee on the Mountain                    | 06.11.2007 | Friant         | |
| Wygrana   | 1-0    | Mike Martinez (4-3)     | Poddanie (dźwignia na staw łokciowy)  | 1     | 2:44 | Melee on the Mountain                    | 24.07.2007 | Friant         | Debiut w MMA |